# Momins
Els momins (singular momin o momin ansari o solament ansari) coneguts també com a julahes (singular julaha) és el nom d'una comunitat musulmana que es troba només al nord de l'Índia, i a la província del Sind al Pakistan. Històricament estan associats al comerç de roba. Són sunnites i probablement descendents de conversos hindús encara que ells es consideren descendents d'Hazrat Abu Ayub Ansari, company del Profeta Mahoma. Rarament es casen fora de la seva comunitat. El nom julahes que se'ls dona tradicionalment derivaria del persa jula juha que vol dir "bola de fil".